# Laurent Cuniot
 (novembre 2024).
 (octobre 2024).
 (novembre 2024).
Il peut être nécessaire de l'améliorer pour respecter le principe de neutralité de point de vue. 

Œuvres principales
Spring and all, Ombrae, Des pétales dans la bouche, Reverse flows, L'Ange double, Une, Le Chant de la terre
Répertoire
De 1906 (Première symphonie de chambre d'Arnold Schoenberg) à nos jours
Laurent Cuniot, né le 18 mai 1957 à Reims, est un compositeur, chef d'orchestre et pédagogue français. Après avoir été professeur de composition liée aux nouvelles technologies au Conservatoire national supérieur de musique et de danse de Paris et producteur d'émissions publiques à Radio-France (Concerts-lecture), il conduit depuis 2000 une double carrière de compositeur et de chef d'orchestre. Directeur musical de TM+, ensemble orchestral de musique d'aujourd'hui implanté à Nanterre en Ile-de-France, il se consacre à la diffusion et à la valorisation de la création musicale contemporaine.

## Biographie
Laurent Cuniot fait ses premières études musicales au Conservatoire national de région de Reims qu’il poursuit au Conservatoire national supérieur de musique et de danse de Paris (violon, musique de chambre, analyse, harmonie).
En 1976 il entre dans la classe de composition et recherche musicale de Pierre Schaeffer et Guy Reibel dont l’enseignement est dispensé au CNSMDP et au Groupe de recherches musicales. Il complète sa formation auprès de Youri Simonov dans le cadre de master classes de direction d’orchestre à Miskolc (Hongrie).
En 1977, il forme avec Denis Dufour et Yann Geslin le trio GRM + (rebaptisé TM+ en 1982), initié par le compositeur et directeur du GRM François Bayle, pour explorer, dans le cadre du concert, les nouvelles lutheries électroniques. Il devient en 1978 l’assistant de Guy Reibel avant de prendre sa succession comme professeur en 1991, avec à ses côtés Luis Naón et Yann Geslin.
En 1985 le trio s'agrandit pour devenir l'Ensemble TM+, ensemble orchestral de musique d’aujourd’hui dont Laurent Cuniot prend la direction en 1986. Dans cette période il compose plusieurs œuvres influencées par sa double pratique de l’écriture et de la musique électroacoustique : L’Exil au miroir pour six voix d’hommes et bande magnétique, l’opéra de chambre Cinq pièces pour Hamlet et La Lice des nuits pour grand orchestre (dont deux synthétiseurs). De 1987 à 1992 il est producteur à Radio-France des “Concerts-lecture”, émissions publiques consacrées à l’analyse et l’interprétation d’œuvres du Moyen Âge à nos jours.
À partir de 1994 il développe son activité de chef d’orchestre et est invité à diriger des formations comme l’Orchestre national de Lille, l’Orchestre philharmonique de Radio-France, l’Orchestre de la Radio de Belgrade, le KZN Orchestra… Il collabore régulièrement avec des ensembles spécialisés tels que Court-circuit (Fr), Ensemble Orchestral Contemporain (Fr), Alter Ego (It), Recherche (Al), Sond’Ar-te(Port).
En 2000 il quitte sa charge de professeur au CNSMDP et se consacre à son travail de compositeur et au développement de TM+, pour lequel il bâtit depuis 1996 une résidence à la Maison de la musique de Nanterre. De 2013 à 2017 il enseigne la composition au Conservatoire à rayonnement régional de Rueil-Malmaison.
Les nouvelles technologies très présentes dans ses premières œuvres ont été déterminantes pour son approche du phrasé, de l’énergie, de l’orchestration. Tout comme les acquis de l’école spectrale l'ont été pour définir son langage harmonique. Nourries par ces deux influences, mais aussi par sa pratique initiale de violoniste, ses oeuvres interrogent très tôt la puissance expressive de l’écriture contemporaine au service d’une dramaturgie sonore. En 2018, il inaugure avec Conditions de lumière un cycle intitulé Tétralogie intime composé de L'Ange double (2018) pour hautbois et 42 instruments, Une (2020) pour percussions et onze instruments et le dernier volet L'infini à la lèvre du jour pour grand orchestre sera créé au printemps 2027.

## Œuvres
Une partie des partitions des œuvres de Laurent Cuniot écrites à partir de 1997 est éditée par les Éditions Billaudot.
Les oeuvres écrites entre 1980 et 1992 sont éditées par les Editions Durand-Salabert-Eschig.

### Opéra
- L'Enfant inouï (2019) Opéra jeune public pour soprano, flûte, clarinette, percussions et électronique
- Des pétales dans la bouche (2011) opéra pour une voix et 15 instruments
- Cinq pièces pour Hamlet (1987) pour 7 chanteurs, 7 instrumentistes et dispositif électroacoustique

### Musique d’orchestre
- L'Ange double (Tétralogie intime II 2018) pour hautbois et 42 instruments
- Just before… (2014) pour orchestre de chambre
- Verra la morte (1997) pour clarinette et orchestre
- To C. from C. (1995) pour voix et orchestre
- La Lice des nuits (1989) pour grand orchestre

### Musique vocale
- Le Chant de la terre[9] (2022-2023) pour mezzo-soprano, ténor et 16 instruments
- Trans-portées (2019) pour soprano, hautbois/cor anglais, clarinette, violoncelle et percussion
- Conditions de lumière (Tétralogie intime I 2018) pour mezzo-soprano, clarinette, violoncelle et vibraphone
- Spring and all (2010) pour mezzo-soprano et 10 instruments
- Ihm, eine Hymne (2001) pour 6 voix et 7 instruments
- Lascaux (1992) pour 6 voix de femmes et 6 instruments
- L’exil au miroir (1984) pour 6 voix d’hommes et dispositif électroacoustique
- Meteora (1982) pour six voix mixtes et trois synthétiseurs

### Musique d’ensemble
- Une (Tétralogie intime III 2020) pour percussions et 11 instruments
- To deep and deeper blue (2010) pour 8 instruments
- Ombrae (2006) pour cor anglais et 9 instruments
- Solaires (2001) pour 7 instruments, version sans dispositif électroacoustique
- Solaires (1998) pour 7 instruments et dispositif électroacoustique
- Les arches liminaires (1986) pour 11 instruments
- Lignes figurées (1986) pour 7 instruments

### Musique de chambre
- Les ailes de l'instant (2021) pour saxophone alto et vibraphone
- Les couleurs silencieuses (2014) pour flûte, clarinette et piano
- Villa adriana (2013) pour sextuor à cordes
- E la mezzanotte libera voli (2013) pour cor, trompette, trombone et vibraphone
- Prélude démesuré (révision Passages 2012) pour violon et clarinette
- Les mains invisibles (2000) cinq mouvements pour clarinette, cor et vibraphone
- Quatuor (1983) pour violon, violoncelle et 2 synthétiseurs

### Musique soliste
- Efji (2005) pour percussion
- Passages (1995) pour violon

### Electroacoustique
- Reverse flows suite acousmatique (2018)

### Œuvres à caractère pédagogique
- Un grenier plein d'espoir (2016) musique de scène
- Dans le miroir d’Alice (2014) musique de scène
- La nuit bleue (1983) pour piano et bande magnétique
- Metamorphosalides (1980) opéra pour enfants

## Discographie
- 2023 Trans-portées Les Chants de Lalon dans la voix de Farida Parveen en dialogue avec l'univers de Laurent Cuniot chez SOOND
- 2021 Une / Efji / Reverse flows[10] TM+ Florent Jodelet, Geneviève Strosser, Marc Desmons, Laurent Cuniot chez Merci pour les sons
- 1992 5 Pièces Pour Hamlet / La Lice Des Nuits / L'exil Au Miroir chez Salabert actuels, labélisé MFA : Musique française d'aujourd'hui

## Distinctions
- 2024 Prix du Syndicat de la critique pour Le Chant de la terre[11]
- 2009 Prix Tornov-Loeffler de l’Académie des beaux-arts[12]
- 2006 Prix SACEM de la meilleure création contemporaine instrumentale pour Ombrae[12],[5]
- 1989 Prix SACEM Stéphane Chapelier Clergue Gabriel Marie[13],[5],[14]
- 1983 Prix SACEM Hervé Dugardin[13],[5]